# Hulman jávský
Hulman jávský, nazývaný také budeng (Trachypithecus auratus), je kočkodanovitý (Cercopithecidae) primát náležící do rodu Trachypithecus. Druh popsal Étienne Geoffroy Saint-Hilaire v roce 1812 a rozlišovány jsou dva poddruhy: Trachypithecus auratus mauritius a Trachypithecus auratus auratus, které však nemusí mít genetickou podporu.

## Výskyt
Hulman jávský je zvířetem orientální oblasti, endemit Indonésie. Vyskytuje se pouze na ostrově Jáva a několika okolních ostrovech. Na základě subspecií se rozšířil takto:
- T. a. auratus; východ ostrova a dále ostrovy Bali, Lombok (patrně introdukován, neboť ostrov leží na východní straně Wallaceovy linie[3]), Palau Sempu a Nusa Barung,
- T. a. mauritius; zbytek ostrova

Jednotlivé populace však žijí dosti roztříštěně.
Hulman jávský preferuje k životu lesy až do nadmořské výšky 3 500 metrů, žije v jejich různých typech včetně druhotných, nížinných, horských, mangrovů a dalších. Obývá i některé plantáže.

## Popis
Hulman jávský měří mezi 44 až 65 centimetry. Ocas je delší než tělo (samotný název langur, používaný pro opici v angličtině, znamená v překladu dlouhý ocas), měří 61 až 87 cm. Hmotnost tohoto druhu je odhadována na 7 kilogramů. Vyvinul se pohlavní dimorfismus, samice mají bíle zbarvenou pubickou oblast, kdežto samci ne. Zbarvení je jinak po celém těle černé, na obličeji a chodidlech světlejší. Vyvinout se mohou hnědé znaky. Mláďata mají barvu rezavou, tato barva na ně pravděpodobně upozorňuje samice, díky čemuž jsou v tlupě stále chráněni. Zajímavostí je, že mezi oblastmi Blitar, Ijen a Pugeran žijí hulmani, kterým rezavá barva přetrvá až do dospělosti.

## Chování
Hulmani jávští žijí ve skupinách o asi 7 členech s jedním až dvěma samci, zbytek tvoří samice. Existovat však mohou i tlupy několikrát větší, převážně v oblastech s delším obdobím sucha, vždy však s maximálně dvěma samečky. Protože více samců v tlupě není (mladí samci se rozptýlí), neprobíhají zde souboje o samice. Hulmani se ozývají voláním znějícím jako ghek-ghok-ghek-ghok, o pachové komunikaci nebyly zjištěny dostatečné informace. Aktivní jsou ve dne a žijí na stromech. Hlavní část potravy tvoří listí, především čerstvé, ale nepohrdnou ani jinou potravou, jako je ovoce či květy, někdy se mohou živit i insektivorně (hmyzožravě). Tuto potravu jim umožňuje trávit složený žaludek a specializované slinné žlázy. Během dělení se o zdroje potravy neprobíhají mezi opicemi bitky. Rozmnožování může nastat celoročně, samice má jednoho potomka za rok; za stejnou dobu se také mladí hulmani stanou na matce nezávislými. O mláďata pečují všechny samice v tlupě. Za tři až čtyři roky je dosaženo pohlavní dospělosti (samice).
Délka života je asi dvacet let. Predátorem je levhart jávský (Panthera pardus melas), tygr jávský (Panthera tigris sondaica), další možný predátor, na ostrově vyhynul ve dvacátém století.

## Ohrožení
Populace hulmana jávského je klesající, během třech generací o 30 %. Za tato čísla mohou především lidské aktivity. Opice jsou z roztříštených stanovišť vytlačovány kvůli lidskému osídlení či zisku zemědělské půdy, jsou také pronásledovány pro obchod se zvířaty či maso. Dle Mezinárodního svazu ochrany přírody jde o zranitelný taxon. Je chráněn dle Úmluvy o mezinárodním obchodu s ohroženými druhy volně žijících živočichů a rostlin (příloha II, obchodování je tedy na mezinárodní úrovni omezeno a podřízeno dozoru) a zákonů Indonésie.
Tento druh obývá tři chráněné oblasti, z toho dva národní parky, chován je i v zajetí. Přesto je podle IUCN nutná další ochrana stanoviště a zamezení pytláctví.